# Crazy from the Heat
Crazy from the Heat é um EP de 1985 do cantor de hard rock David Lee Roth, seu lançamento solo de estréia. Foi lançado enquanto ele ainda era um membro do Van Halen. Todas as quatro músicas do EP são covers com a versão de Roth do hit "California Girls" do Beach Boys atingindo um pico de # 3 no Billboard Hot 100, que era a mesma posição que a versão original.
Em 1997, usando o mesmo título,  Roth publicou a biografia Crazy from the Heat.
| Críticas profissionais | Críticas profissionais |
| Avaliações da crítica  | Avaliações da crítica  |
| Fonte                  | Avaliação              |
| ---------------------- | ---------------------- |
| Allmusic               | link                   |
| Robert Christgau       | (B) link               |
| Rolling Stone          | link                   |

## Canções
1. "Easy Street" (Dan Hartman) – 3:45
2. "Medley: Just a Gigolo/I Ain't Got Nobody" (Irving Caesar, Leonello Casucci) (Roger Graham, Spencer Williams) – 4:39
3. "California Girls" (Mike Love, Brian Wilson) – 2:50
4. "Coconut Grove" (John Sebastian, Zal Yanovsky) – 2:52

## Personnel
- David Lee Roth - vocal
- Dean Parks - guitarras
- Eddie Martinez - guitarras
- Sid McGinnis - guitarras
- Willie Weeks - baixo
- John Robinson - bateria
- Sammy Figueroa - bateria
- Edgar Winter - teclado
- Brian Mann - teclado
- Carl Wilson - backing vocals em "California Girls"
- Christopher Cross - backing vocals em "California Girls"

## Posições
Álbum
| Ano  | Parada            | Posição |
| ---- | ----------------- | ------- |
| 1985 | The Billboard 200 | 15      |

Singles
| Ano  | Single                                     | Parada                 | Posição |
| ---- | ------------------------------------------ | ---------------------- | ------- |
| 1985 | "California Girls"                         | Adult Contemporary     | 29      |
| 1985 | "California Girls"                         | The Billboard Hot 100  | 3       |
| 1985 | "California Girls"                         | Mainstream Rock Tracks | 3       |
| 1985 | "Easy Street"                              | Mainstream Rock Tracks | 14      |
| 1985 | "Medley: Just a Gigolo/I Ain't Got Nobody" | Mainstream Rock Tracks | 25      |
| 1985 | "Medley: Just a Gigolo/I Ain't Got Nobody" | The Billboard Hot 100  | 12      |